# Четнекское кружево

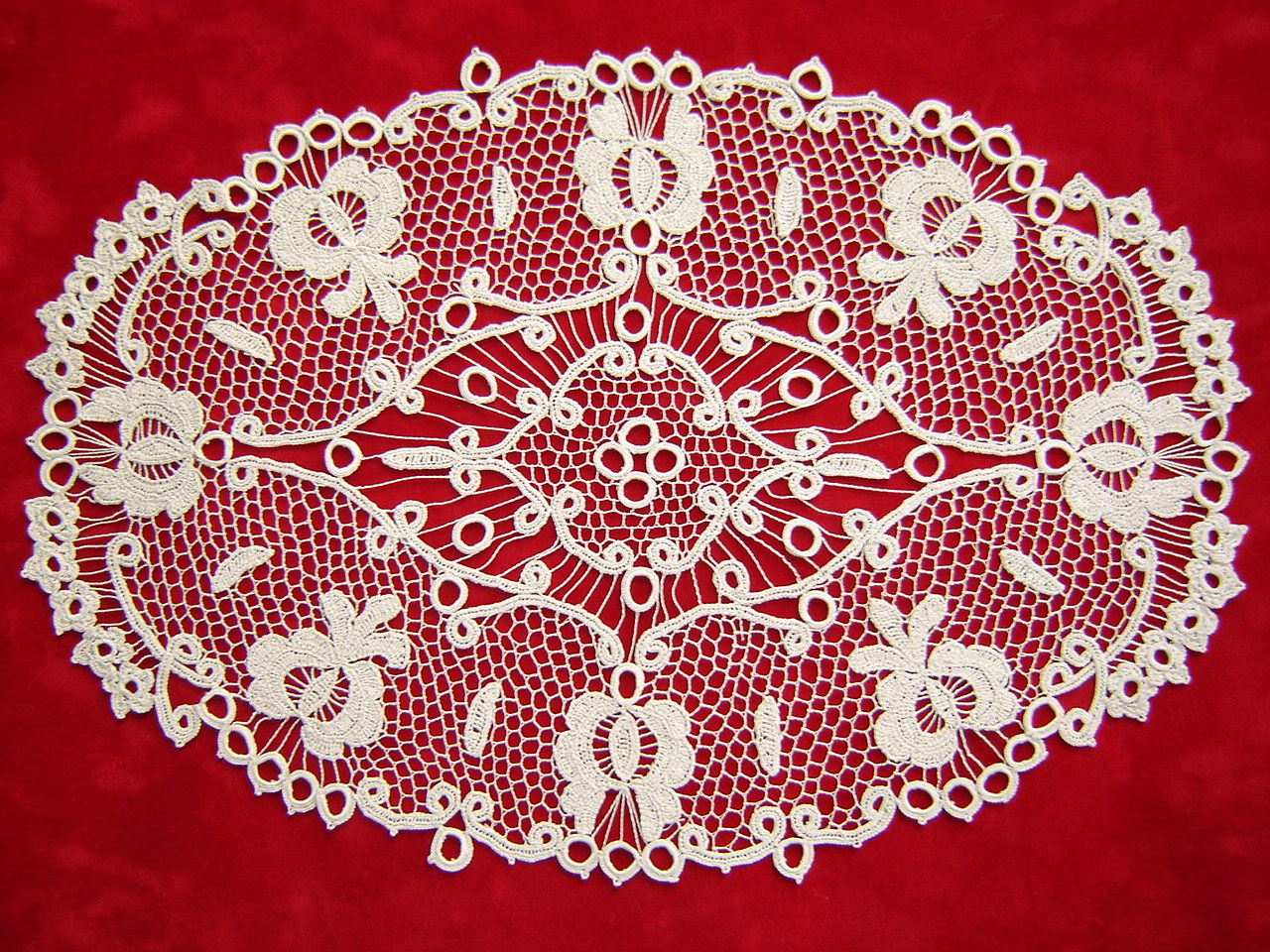
Кружевной орнамент четнек

Четнекское кружево — изделия ручной работы и оригинальная техника вязания крючком в процессе их создания, которая была выработана в словацкой деревне Штитник в начале XX века. Они были созданы сестрами Зонтаг саксонского происхождения. В XIX веке четнекские женщины в основном занимались выращиванием табака . Табачная промышленность пришла в упадок в 1880-х годах. Обучая освобожденную женскую рабочую силу, сестры Зонтаг привнесли культуру кружевоплетения, которая соответствовала европейской моде.

## История

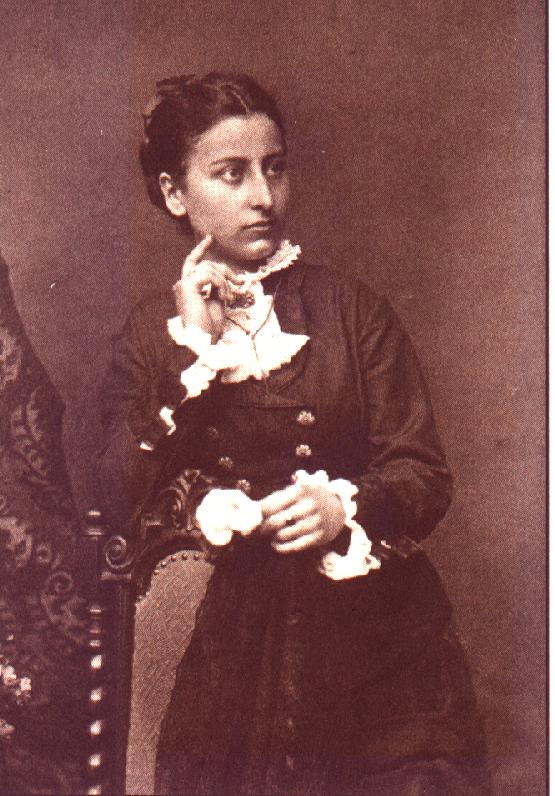
Эржебет Зонтаг

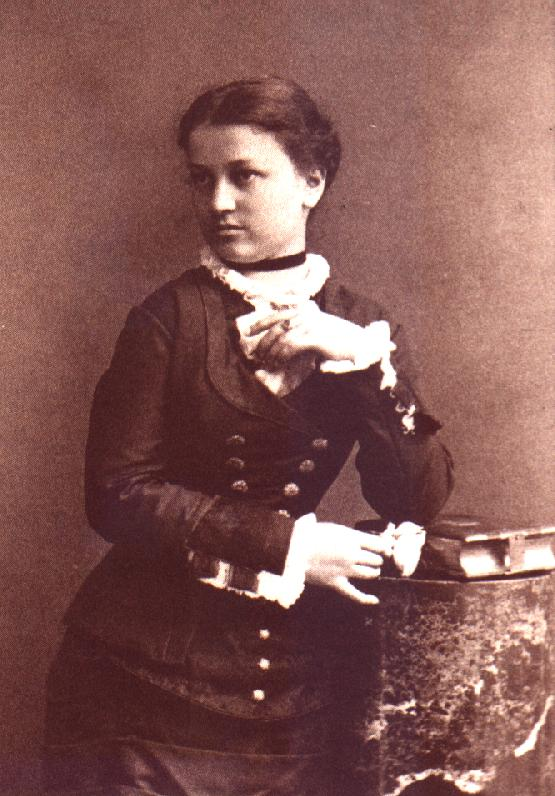
Аранка Зонтаг

В начале XX века Эржебет и Аранка Зонтаг решили создать надомное производство. Идею подала их кузина Ката, которая, вернувшись домой из Парижа, показала им выученное там модное ирландское кружево, которое в то время было одним из самых популярных видов кружева в Европе. Богатство мотивов было изменено, и в него были интегрированы образцы венгерского народного творчества. Этим они частично инициировали движение тюльпанов в Фельвидеке . Первая коллекция была завершена к лету 1905 года. В том же году в Штитнике был организован первый курс, в котором приняли участие 42 женщины. Позже курсы были организованы и в других городах монархии, таких как Будапешт, Тимишоара, Загреб, Кечкемет, Рожнява . Сначала преподавали бесплатно, потом плата за обучение стала 3 кроны .
«Учителю не обязательно каждый день смотреть на работающие пальцы, и то, что он показал один раз, ученик понял — пусть практикует, потому что это главное» (Зонтаг Аранка)
У сестер работали женщины, прошедшие обучение на курсах. Зарплата женщин составляла 2-3 кроны в день, 14-летние девочки получали 1 крону. Сумма также зависела от качества, сложности и скорости работы. Женщины, работавшие на них, бесплатно получали образец листа изделия, которое они должны были изготовить, а также измеренное сырье. Были изданы правила подготовки и приемки товаров. Сюда входят такие моменты, как:
«Заказ должен быть подготовлен как можно скорее, его доставка через 4 недели не может быть принята».
«Мы можем предоставить работу только тем, кто работает на нас постоянно, так как нельзя ожидать надежных поставок от тех, кто принимает заказы в других местах».
В 1907 и 1908 годах была опубликована небольшая книга, объясняющая основную технику, под названием «Csetneki Magyar csipke».
В ней была описана схема вязания основных мотивов крючком. Однако книги содержат неверные описания.
В 1907 году четнекское кружево можно было купить только в магазине Белы Резесси в Штитнике. В последующие годы кружево можно было купить во все большем количестве магазинов Будапешта.
В 1910 году магазины обменялись своим промышленным сертификатом, а в 1911 году зарегистрировали свою компанию под названием Csetneki Magyar Csipke Szontah Sisters. В то же время они открыли собственный магазин в Будапеште. Этот магазин открывается на углу улиц Párisi utca и Városháza utca. Здесь можно было приобрести не только четнековское кружево, но и другие кружева, вышивки, товары на метр, индивидуально оформленные рисунки для рукоделия, их публикации о четнековском кружеве и открытки с фотографиями их изделий. Их модели были каталогизированы и изготавливались только на заказ. Каждое готовое изделие было отмечено товарным знаком, на котором был изображен четырёхлистный клевер, а вокруг него был написан следующий текст: «CSETNEKI MAGYAR ČIPKE Törv. Защищено».
Название изделия, номер модели, цена и дата изготовления были написаны на оборотной стороне товарного знака. Эржике управляла магазином, а Аранка занималась дизайном и производством новых изделий. Был большой интерес не только к четнекскому кружеву, но и к другой их продукции. У сестер были заказы не только из Европы, но и из Америки, куда в 1910-е годы еженедельно доставлялись товары на сумму около 1000 крон. Их работы участвовали во многих выставках и получили несколько сертификатов. Таковы памятная карточка с выставки Ассоциации тюльпанов Эперьеса, полученная в 1908 году, и сертификат, полученный на экономической выставке округа Сабольч в 1910 году.
В 1912 году, в начале Балканской войны, заказы все чаще отменялись. Им удавалось нанимать все меньше и меньше рабочих. В 1914 году, когда разразилась Первая мировая война, их бизнес пришлось закрыть. Аранка пишет об этом так:
«Было горько сообщить об этом компании, я думала, какой отчаянной будет реакция, но другого выхода не было, потому что к тому времени 700 работниц уже прислали нам свою продукцию, и все продажи прекратились».
В 1917 году Елизавета умерла в возрасте 61 года. После Первой мировой войны мода изменилась. Вместо использовавшегося до сих пор бархата в моду вошел жоржет, которому уже не подходило кружево с густым очертанием. Технология была изменена, чтобы кружево было более рыхлым, Аранка заменила инкрустации более тонкими нитями и во многих местах оставила их. Однако эта техника уже использовалась для изготовления скатертей. Они начали преподавать новую технику с 1920 года, но на этот раз желающих было не так много, как когда начиналось оригинальное кружевное производство.
Во время Второй мировой войны спрос снова прекращается. После войны Аранка уже не может возродить четниковское кружево. В последние годы жизни она будет находиться на стационарном лечении, затем умрет в 1950 году в возрасте 92 лет.
В 1996 году эту технику заметила опытная кружевница Ида Медьеси Каролине Ваги из Дебрецена. Она заново открывает забытые технологии. Вместе с коллегами они создают новые изделия по эскизам Аранки, а затем представляют их на выставках. Ида Ваги продолжает искать наследников дам Зонтаг и пытается нанести на карту все, что связано с кружевом из Четнека.

## Изготовление
Само формируется из четнекское кружево ирландского кружева. Основа такая же, выпуклые мотивы связаны сетчатой структурой. Однако мотивы не выбиваются из плоскости кружева, как в случае с ирландским. Есть только пластичность. Сестры Зонтаг придают своим кружевам новый мир мотивов. Венгерские вышивки черпают вдохновение в богатстве мотивов и адаптируют их к стилю того времени. Такими мотивами являются разные гранаты, розы, тюльпаны, усы, голубые листья, гроздья винограда, вишни и обручи. Техника плетения четнечного кружева делится на два периода: до Первой мировой войны (старая техника) и после Первой мировой войны (новая техника). Старая техника вяжется все крючком. Сетка тоже связана крючком. Нить бейки толстые, что обеспечивает определённую поддержку шнурку. Мотивы связаны крючком плотно и плотно, благодаря чему получаются однородные ровные поверхности. В то время как новая техника уже сшивает сетку, вставная нить почти полностью отсутствует. Таким образом, кружево будет намного свободнее и легче. Он связан крючком свободно.